# Dixie (album)
Dixie is het tweede studioalbum van de Amerikaanse hardcore punkband Avail. Het werd in 1994 uitgegeven door Lookout! Records. Het album werd nog een keer uitgegeven in 2006 door Jade Tree Records. Op de heruitgave staan meerdere bonustracks.

## Nummers
1. "On the Nod" - 2:06
2. "Clone" - 2:40
3. "Tuning" - 2:42
4. "Song" - 2:07
5. "Sidewalk" - 1:55
6. "25 Years" - 3:47
7. "Virus" - 2:58
8. "Beliefs Pile" - 3:05
9. "Treading on Heels" - 3:00
10. "Model" -  3:35
11. "South Bound 95" - 1:42
12. "Pink Houses" (cover van van John Mellencamp) - 3:18

### Heruitgave (2005), bonustracks
1. "Connection"
2. "Mr. Morgan"
3. "Sidewalk"
4. "Stride"
5. "Song"
6. "Observations"
7. "Predictible"
8. "Forgotten"
9. "Pinned Up"
10. "Kiss Off"
11. "Connection"